# Peter Giesen
Peter Giesen (* 8. August 1921 in Viersen; † 15. September 2018 in Jüchen) war ein deutscher Politiker (CDU). Er war von 1958 bis 1980 Mitglied des Landtags von Nordrhein-Westfalen.

## Leben
Peter Giesen wurde nach dem Abitur zum Wehrdienst einberufen, er beendete den Zweiten Weltkrieg als Schwerkriegsbeschädigter. Nach Ausbildung an einer Pädagogischen Akademie arbeitete er ab 1947 als Lehrer, seit 1951 als Schulleiter in Garzweiler, bis er 1975 gemäß Landesrechtsstellungsgesetz Rektor a. D. wurde.
Giesen trat 1951 in die Christlich-Demokratische Union (CDU) ein. Er war Landtagsabgeordneter vom 21. Juli 1958 bis 28. Mai 1980, in der 4. und 5. Wahlperiode für den Wahlkreis 28 (Grevenbroich-West), ab der 6. bis zur 8. für den Wahlkreis 30 (Grevenbroich II). Im nordrhein-westfälischen Landtag war Giesen von 1970 bis 1975 stellvertretender Vorsitzender des Sportausschusses und von 1975 bis 1980 Vorsitzender des Petitionsausschusses. Giesen hatte von März 1960 bis September 1984 einen Sitz im Rundfunkrat des Westdeutschen Rundfunks inne, danach im Verwaltungsrat. Der Landtag wählte ihn zum Mitglied der zweiten (1954) und der fünften (1969) Bundesversammlung.
Auch auf kommunaler Ebene war Giesen aktiv, von 1955 bis 1975 als Mitglied des Kreistages Grevenbroich, dann bis 1979 des Kreistages Neuss, sowie als Mitglied des Gemeinderates und Bürgermeister von Garzweiler von 1961 bis 1974, dann bis 1989 als Mitglied des Gemeinderates und Bürgermeister der Gemeinde Jüchen. Er engagierte sich vor und nach der Umsiedlung von Garzweiler, das am alten Ort dem Braunkohletagebau zum Opfer fiel, für die Belange der betroffenen Bürger, wie auch der Pflege der Erinnerung an Alt-Garzweiler.
In der CDU wurde Giesen 1958 Kreisverbandsvorsitzender in Grevenbroich, und 1973 Mitglied des Landesvorstandes. 1981 ernannte die CDU im Rhein-Kreis Neuss ihn zum Ehrenvorsitzenden.